# Margaret Shapiro
Margaret Shapiro (* 30. Dezember 1976 in Indianapolis als Margaret Stanmeyer) ist eine ehemalige US-amerikanische Triathletin.

## Werdegang
1999 startete sie bei ihrem ersten Triathlon.
Im Oktober 2005 wurde Margaret Shapiro Vizeweltmeisterin in der Altersklasse 25–29 auf der Triathlon-Kurzdistanz (olympische Distanz: 1,5 km Schwimmen, 40 km Radfahren und 10 km Laufen).
Seit 2006 startet sie als Profi-Triathletin.
Im Mai 2014 wurde sie beim Ironman 70.3 St. George Dritte bei der US-Meisterschaft auf der Triathlon-Mitteldistanz. Seit 2014 tritt sie nicht mehr international in Erscheinung.
Ihr Spitzname ist Margie. Sie lebt mit ihrem Mann Brendan Shapiro und den beiden Kindern in Herndon (Virginia).

## Sportliche Erfolge
| Datum/Jahr    | Rang | Wettbewerb                                | Austragungsort  | Zeit     | Bemerkung                                                                               |
| ------------- | ---- | ----------------------------------------- | --------------- | -------- | --------------------------------------------------------------------------------------- |
| 17. Okt. 2010 | 6    | Triathlon Pan American Championships      | Puerto Vallarta | 02:07:47 |                                                                                         |
| 28. Juli 2009 | 3    | Nautica New York City Triathlon           | New York City   | 02:03:21 | [ 2 ]                                                                                   |
| 18. Mai 2008  | 3    | The Silver Anniversary Columbia Triathlon | Columbia        | 02:12:23 | Dritte auf der olympischen Distanz (1,5 km Schwimmen, 40 km Radfahren und 10 km Laufen) |
| 17. Juni 2007 | 22   | Hy-Vee ITU Triathlon Elite Cup            | Des Moines      | 02:12:36 |                                                                                         |
| 9. Okt. 2005  | 2    | ITU Triathlon World Championship 25-29    | Honolulu        | 02:07:10 | Zweite und Vizeweltmeisterin in der Altersklasse W25-29                                 |

| Datum/Jahr    | Rang | Wettbewerb                                 | Austragungsort       | Zeit     | Bemerkung                                                                   |
| ------------- | ---- | ------------------------------------------ | -------------------- | -------- | --------------------------------------------------------------------------- |
| 29. Juni 2014 | 2    | Ironman 70.3 Buffalo Springs Lake          | Lubbock              | 04:28:32 |                                                                             |
| 5. Mai 2014   | 3    | US Championships Middle Distance Triathlon | St. George           |          | Staatsmeisterschaft auf der Mitteldistanz beim Ironman 70.3 St. George      |
| 28. Okt. 2012 | 3    | Ironman 70.3 Miami                         | Miami                | 04:09:47 |                                                                             |
| 10. Juni 2012 | 2    | Eagleman Ironman 70.3                      | Cambridge (Maryland) | 04:22:38 |                                                                             |
| 12. Feb. 2012 | 3    | Ironman 70.3 Panama                        | Panama City          | 04:19:34 |                                                                             |
| 26. Juni 2011 | 3    | Ironman 70.3 Buffalo Springs               | Lubbock              |          | [ 4 ]                                                                       |
| 19. März 2011 | 5    | Ironman 70.3 San Juan                      | San Juan             | 04:24:52 | Shapiro war nach der Raddistanz als Führende auf die Laufstrecke gestartet. |
| 21. März 2010 | 3    | Ironman 70.3 Singapore                     | Singapur             | 04:31:37 | [ 6 ]                                                                       |

(DNF – Did Not Finish)